# Эккартсгаузен, Карл
Карл фон Эккартсгаузен (нем. Karl von Eckartshausen; 28 июня 1752, Хаймхаузен, Бавария — 12 мая 1803, Мюнхен, Бавария) — немецкий католический мистик, писатель и философ.

## Биография
Внебрачный сын графа Карла фон Геймхаузена и Марии Анны Эккарт. Получил среднее образование в Мюнхене, учился на юриста в Ингольштадтском университете (нем.), находившемся под влиянием немецких иезуитов. В 1776 году с помощью отца — личного советника баварского курфюрста — Эккартсгаузен стал придворным советником курфюрста, ответственным за юридическую деятельность. Женился на Габриэле фон Вольтер, дочери Иоганна Антона фон Вольтера (директора медицинского факультета Ингольштадтского университета и личного врача курфюрста). В 1777 году Эккартсгаузен избран в Баварскую академию наук, занимается физикой и химией. Продолжает заниматься юриспруденцией, пишет работы по криминологии («О происхождении преступлений и о возможности их избежать»). В 1780 году поступает в Коллегию цензуры. Через три года становится придворным тайным архивариусом.
В России имели большое значение теософски-алхимические сочинения Эккартсгаузена. Несмотря на довольно резкую критику Эккартсгаузеном многих философских и эзотерических течений, масонских постулатов и положений, он был довольно популярен среди дворянской интеллигенции и деятелей масонского движения в России. Во многих его произведениях можно найти идеи, близкие мыслям и высказываниям Парацельса, Фладда, Бёме, Сведенборга и многих других. Иметь эти произведения в своей библиотеке считалось знаком хорошего тона в среде русского дворянства XVIII—XIX веков.
Хвалебный отзыв в книге И. В. Лопухина «Некоторые черты о внутренней церкви» (1798) вызвал личные сношения между ними. Чуть не все сочинения Эккартсгаузена были переведены на русский язык, некоторые по нескольку раз и во многих изданиях. Лопухин, один из наиболее выдающихся деятелей русского масонства, называл Эккартсгаузена одним из «величайших светил божественного просвещения».
Карл фон Эккартсгаузен скончался 12 мая 1803 года.

## Литературное творчество и критика
Написавший более восьмидесяти книг, в том числе множество религиозно-мистических трудов, Эккартсгаузен и современниками, и потомками был признан центральной фигурой новоевропейского мистицизма.
Литературное творчество Эккартсгаузена неоднородно. Если к его трудам по юриспруденции современники проявляли интерес, то сейчас они прочно забыты. Напротив, мистическая литература Карла фон Эккартсгаузена до сих пор вызывает оживлённые споры.
Так, в словаре Брокгауза и Ефрона утверждается, что «…сочинения Э. чрезвычайно несистематичны: рядом с остроумными, подчас глубокими замечаниями встречаются описания нелепых физических опытов, утверждение реальности разных видений и выдумок автора и т. д.». При этом другие авторы, такие, например, как переводчик многих трудов Эккартсгаузена на русский А. Ф. Лабзин и И. В. Лопухин, склонны высоко оценивать духовную составляющую его книг.
В одной из самых известных в России книг «Облако над Святилищем» фон Эккартсгаузен пишет: «когда люди разрознились, то слабость и немощь человеческие сделали необходимым наружное Общество, которое бы заключало в себе внутреннее сокровенно, и дух и истину скрывало под буквами. Ибо как множество, толпа, народ, неспособны к постижению великих внутренних тайн, и весьма было бы опасно вверить всесвятейшее неспособным: то внутренние истины облечены были в наружные чувственные обряды, дабы через чувственное и наружное, как образ внутреннего, удобнее привести человека к внутренним духовным истинам. Внутреннее же всегда вверялось самому светоспособнейшему того времени; он был обладатель сего залога, как Первосвященник в Святая Святых».
Эту же мысль Эккартсгаузен продолжает и в «Беседах мудрого» (глава 8): «Истины религии, любезный друг, имеют происхождение своё от Бога, который вчера и прежде век, ныне и во все веки был, есть и будет тот же един Бог, вечно непременный: следовательно и истины должны быть непременные ж. Божественное учение не потому истинно, что за истинное принимается или что многие столетия оному верят. Заблуждение никогда не будет божественным, хотя бы целые веки за таковое оное признавали. Если служители веры и делались иногда неверными своему знанию; если насилие или коварство и препятствовало иногда благотворным влияниям религии, то внутренность оной никогда, однако ж, от того не переменялось. Солнце всегда остается солнцем, хотя тучи скрывают его от глаз наших.»
В этой же книге Эккартсгаузен приближается к обоснованию теозиса: «В человеке кроется зародыш будущего Ангела, который развертывается Силой, свыше нисходящей, и претворяет его в духовного».
В общих чертах, мистические труды Эккарстагузена продолжают школу, заложенную Якобом Беме, но их необходимо рассматривать в историческом контексте, поскольку успех Эккартсгаузена пришёлся на время популярности таких авторов, как Юнг-Штиллинг и Сведенборг.

## Публикации на русском языке
- Благоразумие, соединенное с добродетелью (1795, 1815 и 1816).
- Верное лекарство от предубеждения умов (1798).
- Путешествие младаго Костиса от Востока к Полудню (1801 и 1816).
- Страждущая невинность (1802).
- Важнейшие иероглифы для человеческого сердца (1803 и 1816).
- Наставления мудрого испытательному другу (1803).
- Отрывки. Наставление жреца натуры Клоаса Софрониму (1803).
- Нравственные письма к Лиде о любви благородных душ (1803, 1816 и 1817).
- Ночи, или беседы мудрого с другом (1804).
- Ключ к таинствам натуры (1804, 1820 и 1821) в 4 частях.
- Облака над святилищем, или нечто такое, о чём гордая философия и грезить не смеетъ (1804).
- Терпимость и человеколюбие, изображенные в трогательных повестях (1805, 1817, 1818).
- О положительном начале жизни и отрицательном начале смерти (1810).
- О фосфорной кислоте, яко вернейшем средстве против гнилости (1811).
- Взгляд на будущее, или сказание о XIX стол. (1813).
- Наука чисел, служащая продолжением ключа к таинствам натуры (1815).
- Бог есть любовь чистейшая (1817).
- Кодекс или законоположение человеческого разума (1817).
- Молитвы, почерпнутые из псалмов Давидовых (1817).
- Религия, рассматриваемая как основания всякой истины и премудрости (1818).
- Христос между человеками (1818, 2 части).

## Современные переиздания
- Ключ к таинствам Натуры, Ташкент, Главная редакция издательско-полиграфического концерна «Шарк», 1993
- Ключ к таинствам природы, СПб.: Азбука; Петербургское Востоковедение, 2003. ISBN 5-267-00488-X (Азбука), 5-85803-187-0 (Петербургское Востоковедение)
- Беседы мудрого, Издательство «Рипол», 2009. ISBN 978-5-386-01742-2
- Религия, рассматриваемая как основание всякой истины и премудрости, СПб.: Альфарет, 2010. — 340 с.

## Интересные факты
В романе Л. Н. Толстого «Война и мир», в первом томе, ч. 1, гл. 25, Жюли Карагина посылает княжне Марье Болконской книгу Эккерсгаузена «Ключ к таинствам натуры» (согласно комментариям к роману Н. М. Фортунатова).